# Jurij Usaczow
Jurij Usaczow (ros. Юрий Владимирович Усачев, ur. 9 października 1957 w Doniecku w obwodzie rostowskim) – rosyjski i radziecki kosmonauta.
W 1985 ukończył Moskiewski Instytut Lotniczy zdobywając dyplom inżyniera. Pracował przy projektowaniu rakiety Energia, następnie w latach 1989–1992 odbywał trening przygotowujący do udziału w misjach kosmicznych. Począwszy od 1994 uczestniczył w lotach kosmicznych, kolejno: Sojuz TM-18, Sojuz TM-23, STS-101 oraz STS-102. Odbył szereg spacerów kosmicznych, przebywając w otwartej przestrzeni kosmicznej łącznie 30 h 50 minut.

## Nagrody i odznaczenia
- Medal Złota Gwiazda Bohatera Federacji Rosyjskiej (1994)
- Order „Za zasługi dla Ojczyzny” III i II klasy (1996, 2002)
- Lotnik-Kosmonauta Federacji Rosyjskiej
- NASA Space Flight Medal
- NASA Distinguished Public Service Medal (2003)
- dekretem Prezydenta Federacji Rosyjskiej Dmitrija Miedwiediewa, № 436 z 12 kwietnia 2011, został odznaczony Medalem „Za zasługi w podboju kosmosu”[1]
- Kawaler Legii Honorowej (Francja, 1997)
- Universal Astronaut Insignia za lot orbitalny (nr 305) – Stowarzyszenie Uczestników Lotów Kosmicznych (Association of Space Explorers(inne języki))[2]

## Wykaz lotów
| Loty kosmiczne, w których uczestniczył Jurij Usaczow                       | Loty kosmiczne, w których uczestniczył Jurij Usaczow | Loty kosmiczne, w których uczestniczył Jurij Usaczow | Loty kosmiczne, w których uczestniczył Jurij Usaczow | Loty kosmiczne, w których uczestniczył Jurij Usaczow | Loty kosmiczne, w których uczestniczył Jurij Usaczow | Loty kosmiczne, w których uczestniczył Jurij Usaczow |
| №                                                                          | Data startu                                          | Statek kosmiczny                                     | Data lądowania                                       | Statek kosmiczny                                     | Funkcja                                              | Czas trwania                                         |
| -------------------------------------------------------------------------- | ---------------------------------------------------- | ---------------------------------------------------- | ---------------------------------------------------- | ---------------------------------------------------- | ---------------------------------------------------- | ---------------------------------------------------- |
| 1                                                                          | 8 stycznia 1994                                      | Sojuz TM-18                                          | 9 lipca 1994                                         | Sojuz TM-18                                          | inżynier pokładowy                                   | 182 dni 0 godzin 27 minut i 2 sekundy                |
| 2                                                                          | 21 lutego 1996                                       | Sojuz TM-23                                          | 2 września 1996                                      | Sojuz TM-23                                          | inżynier pokładowy                                   | 193 dni 19 godzin 7 minut i 37 sekund                |
| 3                                                                          | 19 maja 2000                                         | STS-101 Atlantis F-21                                | 29 maja 2000                                         | STS-101 Atlantis F-21                                | specjalista misji (MS-5)                             | 9 dni 20 godzin 9 minut i 7 sekund                   |
| 4                                                                          | 8 marca 2001                                         | STS-102 Discovery F-29                               | 22 sierpnia 2001                                     | STS-105 Discovery F-30                               | dowódca Ekspedycji 2 na ISS                          | 167 dni 6 godzin 40 minut i 41 sekund                |
| Łączny czas spędzony w kosmosie – 552 dni 22 godziny 26 minut i 42 sekundy |                                                      |                                                      |                                                      |                                                      |                                                      |                                                      |